# Otto Klemperer

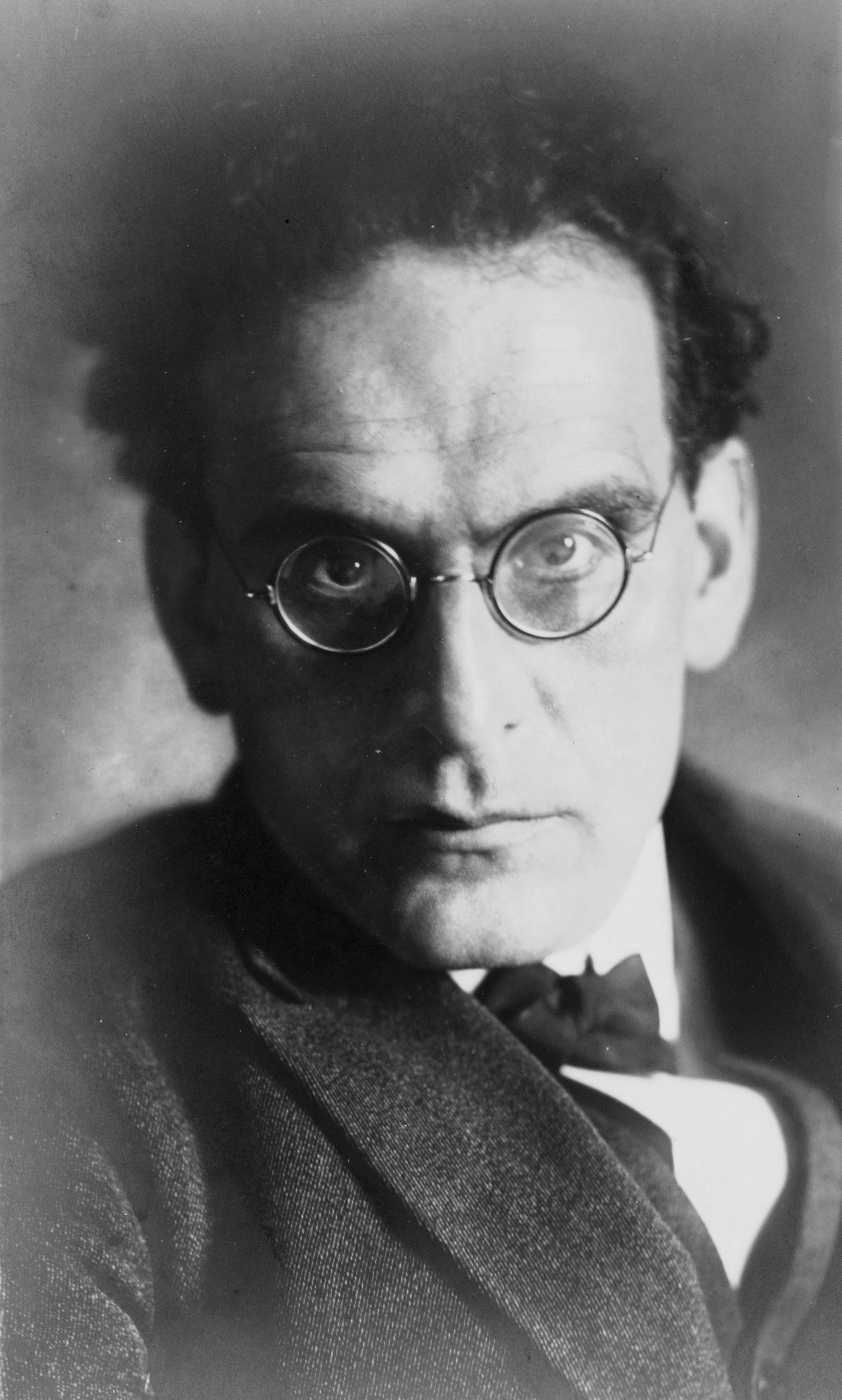
Otto Klemperer (zwischen 1920 und 1940)

Otto Klemperer (* 14. Mai 1885 als Otto Nossan Klemperer in Breslau; † 6. Juli 1973 in Zürich) war ein deutscher Dirigent und Komponist. Er zählt zu den großen Dirigenten des 20. Jahrhunderts.

## Leben

### Jugendzeit und erste Berufsjahre
Klemperer wurde im schlesischen Breslau als zweites von drei Kindern der Eltern Nathan und Ida Klemperer geboren. Er hatte eine jüngere und eine ältere Schwester. Der Romanist Victor Klemperer ist sein Cousin. Sein am Dr. Hoch’s Konservatorium in Frankfurt am Main begonnenes Studium setzte er in Berlin am Stern’schen Konservatorium bei James Kwast (Klavier) und Hans Pfitzner (Komposition und Orchesterleitung) fort. Als er 1905 bei Gustav Mahlers 2. Sinfonie unter Oskar Fried das Fernorchester dirigieren durfte, traf er den Komponisten persönlich. Die beiden wurden Freunde und Klemperer bekam 1907 auf Empfehlung Mahlers die Stelle des Chorleiters, später eines Kapellmeisters am deutschen Landestheater in Prag. 1910 assistierte er Mahler bei der Uraufführung von dessen 8. Sinfonie.

### Theaterkarriere im Deutschen Reich

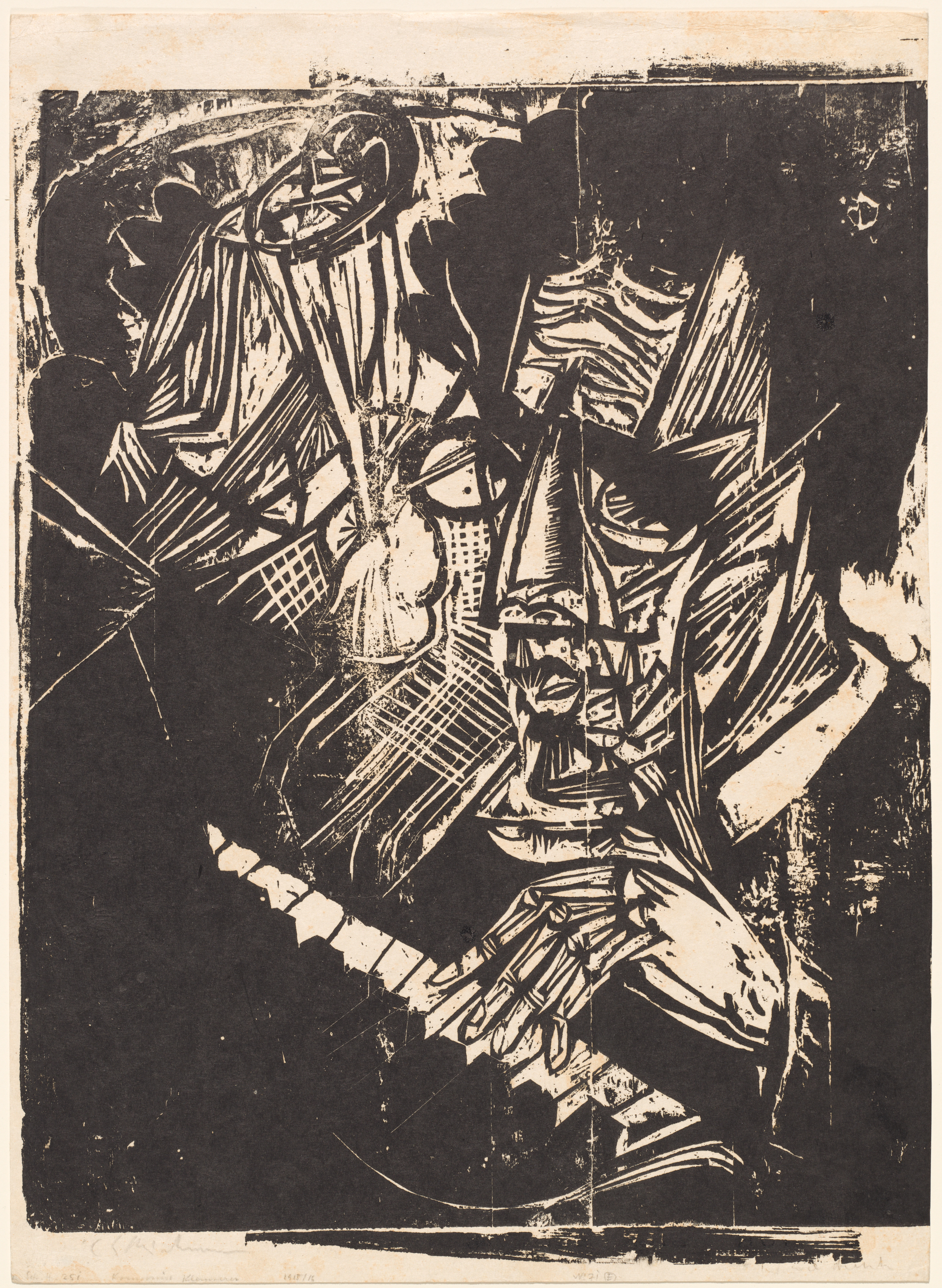
Ernst Ludwig Kirchner: Der Komponist Otto Klemperer, 1916

In seiner weiteren Laufbahn kam er 1910 bis 1912 an das Stadt-Theater Hamburg und 1912 bis 1913 das Stadttheater Barmen. Von 1914 bis 1917 war er Pfitzners Stellvertreter am Stadttheater in Straßburg und Chefdirigent der Straßburger Philharmoniker. Danach folgte eine Tätigkeit als Kapellmeister und von 1917 bis 1924 als Generalmusikdirektor an der Oper Köln.
Durch den katholischen Geistlichen Franz Xaver Münch, mit dem er freundschaftlich verbunden war, fand er 1918 Kontakt zur Abtei Maria Laach. Im März 1919 ließ er sich taufen und trat in die katholische Kirche ein. Bereits im Juli 1910 war er aus der Jüdischen Gemeinde Hamburg ausgetreten, ohne sich aber einer anderen Religionsgemeinschaft anzuschließen. In Köln heiratete er 1919 die Sängerin Johanna Geisler.
Von 1924 bis 1927 wirkte Klemperer als Generalmusikdirektor in Wiesbaden – seine schönste Zeit, wie er später bekundete. In dieser Zeit unternahm er u. a. Reisen in die Sowjetunion. Danach leitete er bis 1931 die Krolloper in Berlin. Klemperer wurde für seine Aufführungen zeitgenössischer Werke berühmt, wie zum Beispiel Arnold Schönbergs Die glückliche Hand, Leoš Janáčeks Oper Aus einem Totenhaus, Igor Strawinskys Oedipus Rex und Paul Hindemiths Cardillac.
Aufgrund dieser aufsehenerregenden Aufführungen in der Zeit zwischen 1918 und 1933 erwarb sich Klemperer seinen Ruf als einer der ganz großen Dirigenten des Deutschen Reichs.

### Emigration

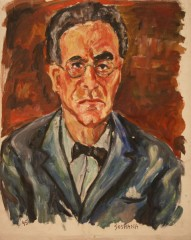
Soshana: Otto Klemperer, Dirigent, 1945

1933 wurde Klemperer als Kulturbolschewist bezeichnet und mit einem Aufführungsverbot belegt. Anfang April 1933 emigrierte er von Berlin nach Zürich, eine Stadt, in der damals viele Menschen aus Deutschland Zuflucht suchten. Auf seine Anweisung hin löste seine Frau noch vor Ende des Monats die Wohnung in Berlin auf und reiste mit den Kindern und der Haushälterin ebenfalls nach Zürich. In den folgenden Monaten hielt er sich vorwiegend in Wien auf, aber auch in Budapest, Rom und Salzburg. Zwischendurch machte er kurze Besuche bei seiner Familie in Zürich, die dort noch einige Monate lang wohnte, bis sie nach Wien umzog. Am 20. August 1933 trat Klemperer erstmals bei den Salzburger Festspielen auf. Er dirigierte die Wiener Philharmoniker, gespielt wurden Beethovens 1. Sinfonie und Bruckners 8. Sinfonie.
Im Oktober 1933 begann Klemperers Engagement als Music Director beim Los Angeles Philharmonic Orchestra, das bis 1939 andauern sollte. Am 2. Oktober 1933 fuhr sein Schiff ab, am 14. Oktober kam er in Los Angeles an, am 19. und 20. Oktober dirigierte er die Eröffnungskonzerte. Sein Erscheinen auf der Bühne wurde mit einer Fanfare angekündigt und das Publikum erhob sich von den Sitzen. Klemperer reiste im Frühjahr 1934 zurück nach Europa. Bei seiner zweiten Fahrt nach Amerika im September 1934 begleitete ihn seine Frau Johanna. Er gab diesmal nicht nur Konzerte in Los Angeles, sondern Anfang 1935 auch in Philadelphia. Im Februar 1935 reiste das Ehepaar Klemperer zurück nach Europa. Im April 1935 fuhr Klemperer von Gibraltar aus zum dritten Mal in die Vereinigten Staaten, während seine Familie in Wien blieb. Bald nach seiner Ankunft in Kalifornien wurde ihm klar, dass seine Zukunft in Amerika lag und die Familie zu ihm kommen sollte. Am 17. Mai schrieb er seiner Frau einen Brief mit genauen Anweisungen für die Reise. Am 15. Juni 1935 kam Johanna mit den beiden Kindern und der Haushälterin in Los Angeles an.
Im Lexikon der Juden in der Musik von 1940 wurde Klemperer mit folgender Aussage verfemt: „Seine Hauptaufgabe sah Klemperer in der bewussten Entstellung deutscher Meisterwerke.“ Während seiner Zeit in Amerika konzentrierte er sich vor allem auf die Werke der deutschen Klassiker und Romantiker wie Beethoven, Brahms und Mahler.

### Rückkehr nach Europa

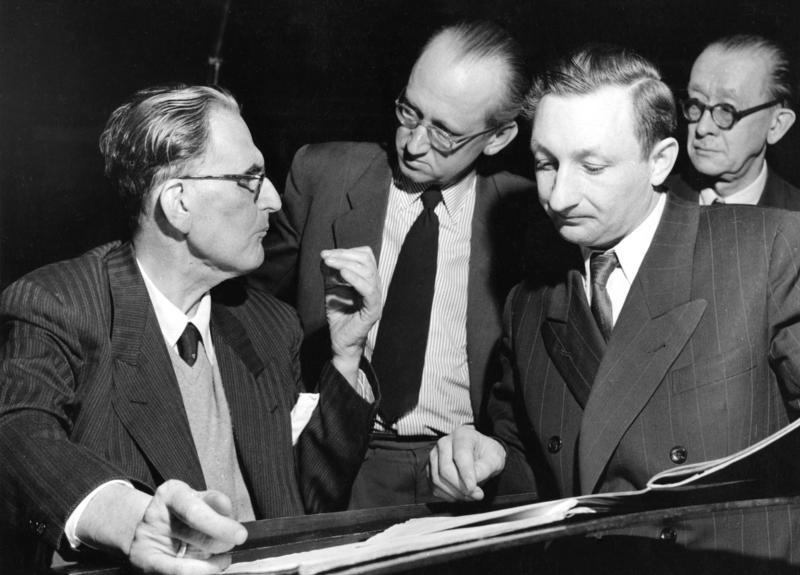
Otto Klemperer (links) 1954 im Rundfunkstudio des WDR

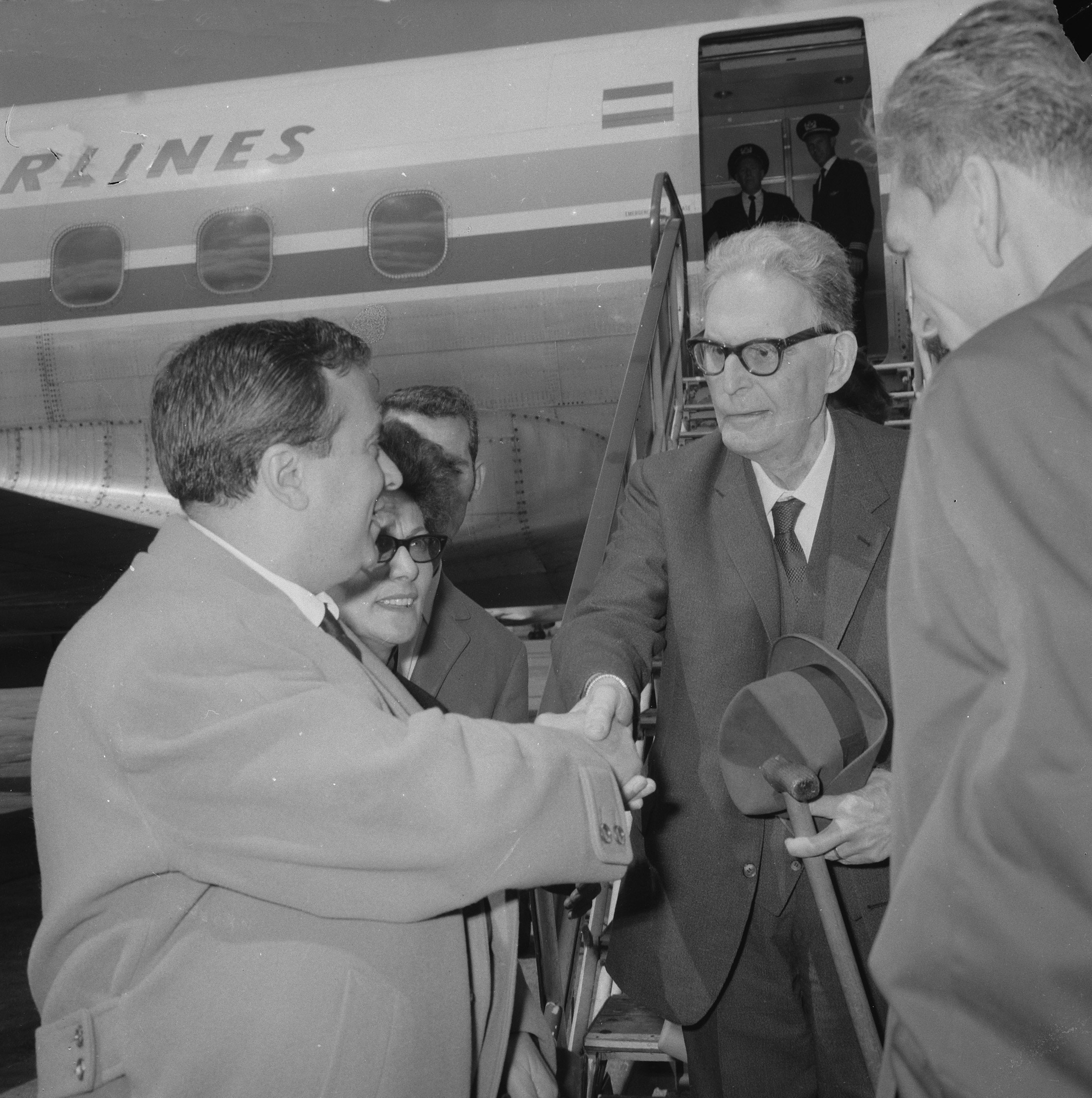
Otto Klemperer (Mitte) und Henryk Szeryng (links) begrüßen sich auf dem Flughafen Schiphol, 1964

Nach dem Ende des Zweiten Weltkriegs reiste Klemperer im März 1946 mit seiner Frau nach Europa. Er gab mit verschiedenen Orchestern Konzerte in Stockholm, in mehreren Städten in Italien, in Paris, Scheveningen, Interlaken, Vichy und Zürich. Im August 1946 flog er mit seiner Frau zurück nach Amerika. Er pendelte noch mehrmals zwischen den Kontinenten. Von 1947 bis 1950 war er musikalischer Leiter der Ungarischen Staatsoper in Budapest, wo ihm denkwürdige Opernaufführungen gelangen. Die US-amerikanischen Behörden unterstellten ihm Sympathien mit dem ungarischen Kommunismus und erschwerten ihm die Ausreise zu Gastspielen. Nachdem er noch drei Jahre unter anderem beim Montreal Symphony Orchestra tätig gewesen war, beschloss er 1954, in Europa zu bleiben, und ließ sich in Zürich nieder.
Zwischen 1950 und 1958 arbeitete er auch mit dem RIAS-Symphonie-Orchester (ab 1956 Radio-Symphonie-Orchester Berlin) zusammen. Es entstanden sowohl Konzerte als auch Studioproduktionen. 1959 erhielt er in London beim Philharmonia Orchestra (ab 1964 New Philharmonia Orchestra) den Posten als Chefdirigent auf Lebenszeit und arbeitete nun hauptsächlich mit diesem Orchester.

### Der Komponist Klemperer
Obwohl Klemperer weniger als Komponist bekannt wurde, schrieb er doch eine Vielzahl eigener Werke, darunter sechs Sinfonien, eine Messe, neun Streichquartette, ungefähr hundert Lieder und eine Oper mit dem Titel Das Ziel.
Eine CD-Produktion gibt es von seinen Sinfonien Nr. 1 und Nr. 2 sowie von vier sinfonischen Werken (Merry Waltz, Marcia funèbre, Recollections, Scherzo), gespielt von der Staatsphilharmonie Rheinland-Pfalz unter der Leitung von Alun Francis (cpo 999 987-2).

### Letzte Lebensjahre

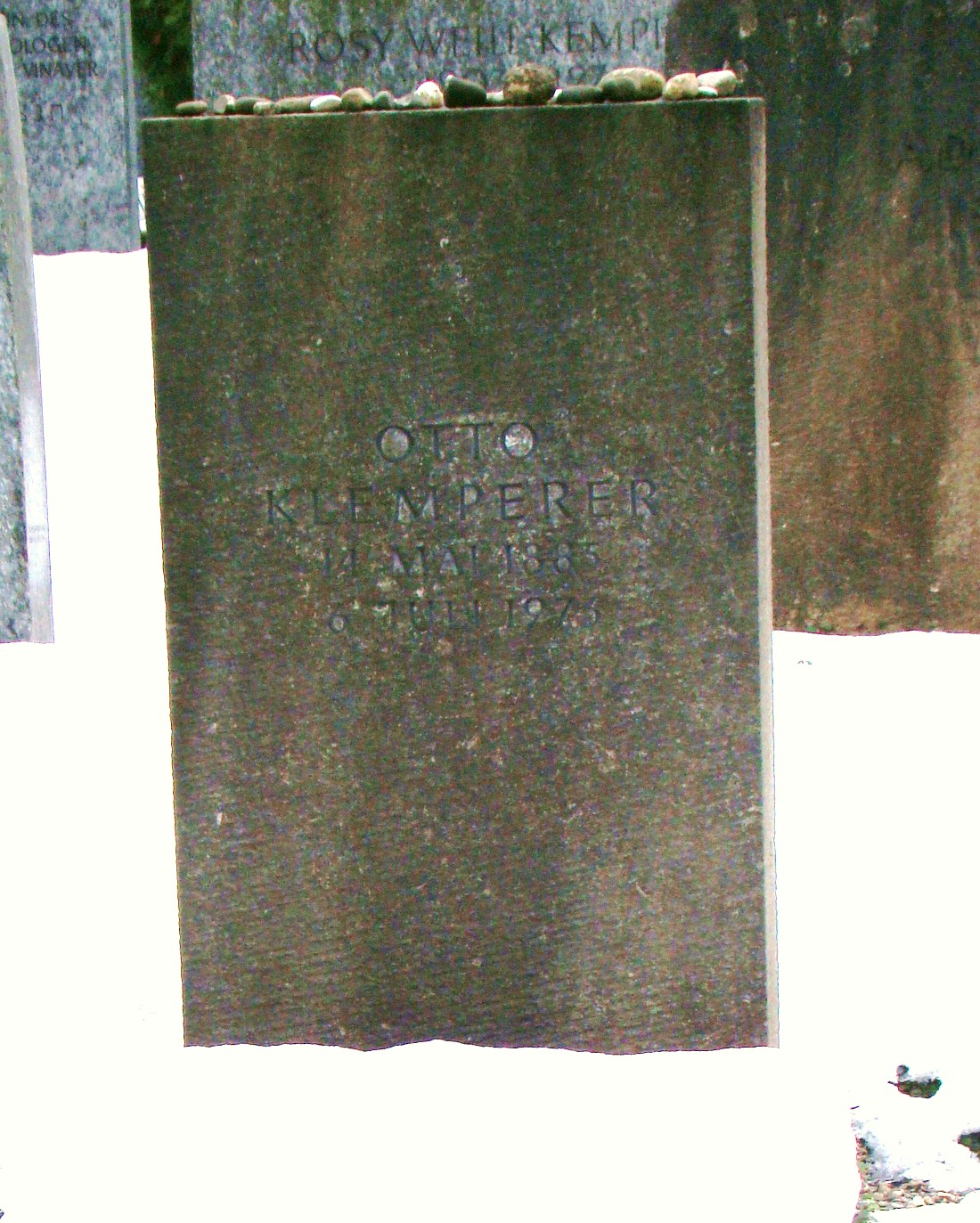
Klemperers Grab in Zürich

In seinem späteren Leben litt Klemperer an einer partiellen Lähmung, die wohl noch von einer Operation im Jahre 1939 herrührte, als man ihn wegen eines Tumors im Kopf behandelt hatte. Außerdem war er an der bipolaren Störung (manisch-depressive Erkrankung) erkrankt, wegen der er zeitweise in klinischer Behandlung war. Trotzdem blieb er bis 1971 berufstätig. In seinen letzten Jahren war er „kürzlich zum Glauben der Väter zurückgekehrt, besucht[e] fleißig den Tempel und [hielt] die Riten“. Im Jahr 1967 trat er in Zürich aus der katholischen Kirche aus. Nach 1971 zog er sich aus der Öffentlichkeit zurück. Er starb 1973 in Zürich und wurde dort auf dem israelitischen Friedhof Oberer Friesenberg beerdigt.

### Privatleben
1912 bis 1913 hatte Klemperer eine Liaison mit der Sopranistin Elisabeth Schumann, die zu der Zeit mit dem Architekten Walther Puritz verheiratet war.
Er war von 1919 bis zu deren Tod im Jahre 1956 mit der Sängerin Johanna Geisler verheiratet. Aus der Ehe gingen die Kinder Werner Klemperer (1920–2000) und Lotte Klemperer (1923–2003) hervor. Seine Tochter Lotte war für ihn bis zuletzt als Managerin, Sekretärin und Betreuerin tätig. Sein Sohn Werner war als Schauspieler in Hollywood hauptsächlich für seine Rolle des Obersts Wilhelm Klink in der Sitcom Ein Käfig voller Helden bekannt.

## Ehrungen
- 1933: Goethe-Medaille für Kunst und Wissenschaft
- 1958: Großes Verdienstkreuz mit Stern der Bundesrepublik Deutschland
- 1963: Grammy in der Kategorie „Best Classical Performance – Choral Other Than Opera“ (Bach: Matthäus-Passion) (mit dem Philharmonia Orchestra)
- 1964: Ehrenmitgliedschaft des Beethoven-Hauses in Bonn
- 1967: Arthur-Nikisch-Preis

## Trivia
An der Budapester Oper kam es am 24. Oktober 1948 bei einer Aufführung des Lohengrin zu einem der für Klemperer typischen Skandale. Am Ende der Gralserzählung applaudierte das begeisterte Publikum heftigst der überragenden Darbietung von József Simándy, um ein Dacapo zu erzwingen. Klemperer sah den musikalischen Fluss unterbrochen und war verärgert. Nachdem das Publikum immer noch nicht mit dem tosenden Applaus enden wollte, brach er sein Dirigat ab, drehte sich um, rief „Frechheit!“ ins Publikum und verließ den Orchestergraben. Das Publikum rief „Otto, Otto!“. Kurz darauf kam er wieder und dirigierte die Oper zu Ende. Das Dokument ist auf einer CD der Firma Grammofono 2000 und bei Archiphon erhältlich.
In Doktor Faustus (1947) lässt Thomas Mann die Uraufführung von Leverkühns Opus Apocalipsis cum Figuris von Klemperer dirigieren. Klemperer äußerte dazu: „Ein sehr gutes Werk, ich bin drin!“